# Акула пура
Акулата пура (Isistius brasiliensis) е вид сравнително дребна акула от разред Бодилестоподобни акули, семейство Dalatiidae. Среща се в топли, открити океански води, основно по крайбрежията на острови, но може да бъде забелязана и на дълбочини от порядъка от 3,7 km. Достига на дължина между 42 и 56 cm. Акулата пура притежава издължено, цилиндрично тяло с къса и тъпа муцуна с големи очи. Окраската на тялото е тъмно кафява. По коремната част на тялото има специализирани биолуминисциращи органи (фотофори).

## Разпространение и местообитание
Акулата пура е разпространена широко в топлите тропични води на океански котловини, но най-често може да се открие между 20° северна и 20° южна географска ширина . Предпочита температури от порядъка на 18 до 26 °C . В рамките на Атлантическия океан е забелязвана около бреговете на Бахамските острови, Бразилия, Кабо Верде, Гвинея, Сиера Леоне, южна Ангола, Република Южна Африка и остров Възнесение. В Индийския и Тихия океан, акилите пури се срещат от Мавриций до Нова Гвинея, Австралия и Нова Зеландия, включително Тасмания и остров Лорд Хау, както и около Япония. В централните части на Тихия океан, обитават местата около Фиджи на север до Хаваи, както и източно около Галапагоските острови, Великденските острови и остров Гваделупа. Пресни рани, нанесени от акли пури върху морски бозайници около Калифорнийския залив, дават основание да се счита, че поне през по-топлите години, този вид акули достигат и бреговете на Калифорния .
Редица наблюдения сочат, че акулите пури извършват ежедневна вертикална миграция до 3 km , като прекарват деня на дълбочини от порядъка на 1 до 3,7 km, а през нощта се изкачват в по-плитки води до дълбочини от едва 85 m . Този вид акули е сравнително толерантен към ниски концентрации на разтворен във водата кислород, за разлика от акулите от сходните родове Euprotomicrus и Squaliolus . Акулите пури се откриват най-често около острови, като се счита, че причината са репродуктивните изисквания или струпването на голямо количество плячка около бреговата ивица . В североизточните части на Атлантическия океан, повечето възрастни екземпляри се откриват между 11° и 16° северна географска дължина, по-младите екземпляри на по-ниска ширина, а старите индивиди в по-висока географска ширина . Няма данни за сегрегация по полов признак .

## Физическа характеристика
Тялото на акулата е издължено, приличащо на пура, откъдето идва и името на животното. Муцуната е закръглена и силно притъпена. Ноздрите са снабдени с къси, кожни израстъци отпред. Очите са големи, овални и зелени на цвят, разположени в предните части на главата, но се счита, че акулите от този вид притежават сравнително добре развито бинокулярно зрение . Зад очите в горната част на главата се разполагат спиракулите. Устата е къса, напречно разположена, а устните са големи и месести от смукателен тип. На горната челюст се разполагат от 30 до 37 реда зъби, а на долната между 25 и 31 реда, като редовете стават повече с напредване на възрастта . Зъбите на двете челюсти се различават, като тези от горната са малки, тесни, заострени и изправени, а зъбите на долната челюст са по-големи, широки, подобни на острие и притежаваща срастнали основи в единна режеща повърхност. Петте чифта хрилни дъги са сравнително малки .
Гръдните перки са къси и с приблизително трапецоидна форма. Двете гръбни перки нямат шипове и се разполагат в задния край на тялото, първата от които започва веднага след линията на коремните перки, а втората гръдна малко след първата . Втората гръдна перка е малко по-голяма от първата. Коремните перки са по-големи от гръбните, а анален плавник липсва. Опашната перка е широка, горният и дял е малко по-голям от долния . Кожните зъбци са квадратни и плоски, с лека централно разположена вдлъбнатина и издигнати краища. Окраската на тялото е с шоколадово кафяв цвят, избеляваща в долните части на тялото. Характерно е наличието на по-тъмна „яка“ около хрилните отвори. Перките имат белезникам ръб с изключение на опашната, чиито ръб е тъмен . Сложните биолуминисциращи органи (фотофори) плътно покриват долната част на тялото с изключение на якичката и са способни да излъчват наситена зелена светлина . Максималната документирана дължина при акулите пури е 42 cm при мъжките и 56 cm при женските екземпляри .

## Хранене
Принципно всеки тип по-едра плячка, която обитава водите на акулата пура може да бъде обект на атака. Белези от ухапване са открити по редица китоподобни (морски свине, делфини, беззъби китове, клюномуцунести китове и кашалоти), тюлени, други видове акули (синя акула и широкоуста акула), скатове, костни риби и други . Акулите пури често ловуват и изяждат цели сепии с размери от 15 до 30 cm, т.е. с размери съизмерими с тези на самите акули .